# Villiers-sur-Suize
Villiers-sur-Suize è un comune francese di 248 abitanti situato nel dipartimento dell'Alta Marna nella regione del Grand Est.

## Società

### Evoluzione demografica
Abitanti censiti